# Kuduragundi, Hassan
Kuduragundi là một làng thuộc tehsil Hassan, huyện Hassan, bang Karnataka, Ấn Độ.